# بايبر هاليويل
بايبر هاليويل وايات Piper Halliwell Wyatt هي شخصية خيالية ظهرت في سلسلة المسحورات، مثلت هولي ماري كومز دورها، وابتكرتها كونستانس إم بيرج.

## نشأتها
ولدت بايبر في 7 أغسطس 1973، وهي ابنة باتريشيا هاليويل وفيكتور بينيت.
ولانها ساحرة مثل أمها نظرا لأنها أبنة ساحرة، فتمتعت ببعض القوى الخاصة ولديها قوة التجميد، وهي تعمل على تجميد كل مايحيط يها، ومع مرور الوقت اتسع مدى التجميد حتى كاد يشمل ساحة واسعة بكل مافيها من طيور، وتمتعت أيضا مؤخرا في نهاية السنة الثالثة من اكتشاف كونها ساحرة بقوة التفجير.
في عام 1975 زارتها نسختها المستقبلية، التي كانت تطارد شرير عبر الزمن حيث كان يهدف إلى الاستحواذ على قوة المسحورات، ونظر لان بايبر المستقبلية لم تكن لديها قوتها هي واخواتها في الماضي.. فأضطرا إلى الاستعانة بشخصياتهما عندما كانا أطفال.. بعمر الثانية من العمر.
نجح الجميع في القضاء على هذا الشرير، وكان هذا الشرير قبل سفر الأخوات للماضي وقبل أن يعرفاه ويعرف نيته ليقوموا بالقضاء عليه.. اتى اليهما بمستقبلهم وأخبرهم باتفاق عقده مع جدتهم، وهو بحجز قوتهم وفي حالة إذا ماتت يستعيدها، ولكن الجدة ماتت حيث انقلبت على الدرج العلوى، والشرير لم يأت، وبالتالى استردت كل واحدة من الشقيقات قوتهم، وصدمت بايبر عندما فؤجئت بقوتها التي منعت الإشياء من السقوط وا لانكسار بالبداية.
توفت والدتها وهي طفلة، وهي وامها وجدتها واخواتها بأجازة على شاطئ البحر، اكتشفت الأم وجود شرير الماء.. وقررت مواجهته بالكهرباء، عن طريق تجميده أولا ثم صعقه بالكهرباء.
ولكن حبيبها ومرشدها هرع إليها متصورا انها تضحى بحياتها، فلما تلفتت تمنعه ظهر لها شرير الماء وقتلها ولكنه في نفس الوقت صعق.
ماتت باتريسيا امام عينى برودانس (برو) ابنتها.
ظلت لفترة طويلة برو تظن ان امها ضحت بحياتها ولا تبالى بحياة ابنتيها.

## قدراتها
مع مرور الوقت واكتشاف بايبر لقدراتها، شعرت بايبر بإن حياتها مختلفة، وانها أصبحت غير طبيعية.
سعت كثيرا إلى ان تتخلى عن قدراتها، ولكن في كل مرة تكتشف ان قدراتها هي جزء من شخصيتها.
استغرقت وقتا طويلا في التدريب على قدراتها وهي قوى التجميد.
وكانت تأخذ وقتا في التحكم في تجميد أشياء معينة بداخل اشياء أخرى.
كأن تجمد المنطقة كلها وتنهى التجميد عن شخص محدد.

## حياتها
ظلت حياتها هي وشقيقاتها مضطربة قليلا.. نظرا لوصول الأشرار اليهم دائما..
رغبة القل في قتلهم. والشعور بعدم الأمان ظل مسيطرا عليهم.
وكان لدى الأشرار هواية زيارة المسحورات في منزلهم، والدخول في المعارك في منزلهم.
وهذا كان يؤدى في أغلب الوقت إلى تدمير أشياء كثيرة في منزلهم
وذات يوم تحطمت أشياء كثيرة بمنزلهم، من باب المنزل إلى النوافذ.
وقرروا الاتصال بشخص ما ليقوم بتصليحها.

## ظهور "ليو
واتى الشخص، وكان يدعى «ليو».. وكان ليو شخص مخلص لهم.
وذات يوم دخلت فيبى المطبخ مسرعة ووجدته طائرا في الهواء يصلح الإضاءة، فصدمت، فقام بتهدئتها، وأخبرها عن من يكونه، هو مرشد الساحرات، أو حامى الساحرات، وهو المسئول عنهم.
وكانت فيبى تشعر بانجذاب نحوه، ولكن بايبر فاقتها، فقد وقعت في حبه بالفعل.
وأحب «ليو» بايبر، إلا أن صوب عليه ذات يوم قاتل المرشدين سهم مسموم بغرض قتله.
ولم يجد أي منفذ أو مهرب سوى بيت المسحورات.
وفي هذا اليوم علمت بايبر حقيقة ليو، وحاولت أسعافه بكل الطرق.
ولانه مرشد فكانت لديه قدرات خاصة تختلف عن الطيران، كانت لديه أيضا قدرة الشفاء. ولكن لم يكن يستطيع شفاء نفسه.
ولم يكن هناك أي حل لإنقاذ ليو سوى ان يتم تبديل القدرات.
وحصلت بايبر على قدراته لفترة مؤقتة بهدف شفائه من سم الطعنة بعد أن كان على شفا الموت.
تعلمت بايبر كيفية السيطرة على قدرات الشفاء، وأدركت انها يلزمها صفاء قلب وحب إنقاذ الاخرين.
تطورت علاقة ليو بـ بايبر، ولكن شعرت بايبر بمشكلة. وهي كيف ان تتزوج هي وليو ذات يوم.
حيث يمنع زواج المرشدين بالساحرات.
ولذلك طلبت من ليو ان يبتعد عنها جحت تتخذ قرار.

## ظهور "دان
وفي هذة الفترة تعرف بايبر على جارها الوسيم «دان»، التي أحببته أيضا، وأحبها هو أيضا، وكانت على وشك السفر معه.
تعجب دان من عادات بايبر، حيث تختفى دائما من أمامه، تقول له اعذار وأسباب غير منطقية.
وافتتحت بايبر النادى الخاص بها.
وذات يوم طلبت بايبر فاكهة خاصة من دولة أفريقية، ولم يكن معها ترخيصوبدون وعى فتحت بايبر الصندوق واخذت الفاكهة لتعد منها العصائر ولم تنتبه الا بألم في رقبتها.
أدركت فيما بعد انها أثر عضة حشرة سامة كانت مختبئة في صندوق هذة الفاكهة.
فقدت بايبر الوعى ونقلت إلى اقرب مستشفى.
وبدأت حالتها في التدهور سريعا، ولم تجد الأختان برو وفيبى بدا من استخدام السحر كمصلحة شخصية دون الاهتمام بالعواقب، فكيف يهتمون بالعواقب واختهما على شفا الموت.
قاما بتعويذة الشفاء.. وهي ان ينقلان الفيروس إلى أي لًعبة موجودة، وأسرعت فيبى واستعارت لعبة من طفل بقسم الأطفال، وقاما بالتعويذة وبعد أن انتهيا أفاقت بايبر وهي متعافية تماما، وألفت فيبى باللعبة في سلة القمامة.
ولكن لأن غرضهم من الأول مصلحة شخصية فقد كانت هناك عواقب وخيمة، فقد دبت الحياة باللعبة، التي انطلقت تجرح كل شخص بالسيف الذي يحمله شخصية اللعبة.
وكل شخص جرح بهذا السيف انتقل له المرض، وبذلك أصبح المرض بدلا ان ينحصر في شخص واحد وهي بايبر، انتقل إلى العديد من مرضى وأطباء المستشفى.
لاحظ طبيب بايبر هذا الأمر، وأصدر امر باستدعائها والتحفظ عليها هي وشقيقاتها وإغلاق نادى بى ثرى إلى حين التأكد من أن المرض لاينتشر بالعدوى.
ولأن المرض بدأ بها، وشفيت منه، فكان لابد ان يعرف كيفية شفائها خاصة ان حالة المرضى الآخرين كانت قد تدهورت.
سألت بايبر شقيقاتها عن سبب كل هذا، وأدركت ان هذة هي العواقب المتوقعة.
وطلبت منهم ان يعكسوا التعويذة، وكان هذا يعنى ان يشفى الآخرين وتعود بايبر لحالتها الأولى، أي على شفا الموت.
ولم تستطيع دموعهما ان يجعلاها تغير من رأيها.
انتقلت برو، حيث كان لديها قدرة الانتقال ببصرها إلى حيث كتاب الظلال وان يظل جسمها في مكانه بغرفتهم بالمستشفى.
وعادت برو إلى جسدها، وتليت التعويذة، وماكادت تنتهى التعويذة حتى سقطت بايبر فاقدة الوعى على الأرض.
هرع الأطباء إلى الغرفة يعالجونها ولم يمر وقت طويل حتى ارتفع صوت صفير جهاز القلب بالغرفة، معلنا توقف قلب بايبر عن النبض.
ويأس الأطباء من إعادة النبض، وطلبوا تسجيل وقت الوفاة.
وفي هذة الإثناء انهارتا برو وفيبى، ودان الذي يقف على باب الغرفة يكاد يتمالك نفسه.
وفي عالم أخر.. كانت تسير بايبر في نفق مظلم وفي نهاية الضوء، ولا تكاد تقوم بخطوة حتى ظهر امامها «ليو».
يطلب منها ان تمسك بيده ليعيدها، قال لها ان تضحيته هذة ستعرضه إلى ان يكون بشريا وليس مرشد ساحرات.
سيخسر ليو جناحيه في سبيلها. ولا يهتم سوى بان ينقذها قبل أن يشعر أحد بما يفعله.
أمسكت بايبر بيده وفي نفس اللحظة في المستشفى، عاد الصوت الطبيعى من جهاز القلب مبشرا بعودة النبض ثانية.
تجمدت الدموع في العيون، وظلت العيون معلقة على الجهاز وأمام أعينهم أفاقت بايبر من غيبوبتها سليمة معافية، وبدون وعى نطقت بغسم منقذها، ليو.
وكاد دان يهرع إلى بايبر ليهنئها على سلامتها، ولم يكد يسمع اسم ليو حتى تجمد في مكانه.
فهو يعلم ان ليو هو عامل الإصلاح الذي يتواجد بكثرة لدي الأخوات.
وكان يتعجب من كثرة وجوده عندهم حتى كاد يشك.
شفيت بايبر، وعادت إلى حياتها الطبيعية، وعاد النادى يفتح من جديد، وتعلمت بايبر الدرس وهو ان لاتشترى فاكهة ليست مرخصة.